# Gnosis
Gnosis är ett grekiskt ord för kunskap, vetande och insikt. Ordet används som filosofisk och teologisk term, i synnerhet i samband med gnosticism och andra antika traditioner. Det utgör också ett led i ord som diagnos och prognos.

## Gnosis i äldre tradition
Sedan hellenistisk tid, från omkring 350 f.Kr. har ordet gnosis främst använts för andlig insikt. Även i Nya Testamentet används ordet endast i sådan mening, där gnosis är enheten av uppenbarelse och lydnad till Gud. Människan har enligt Nya Testamentet kunskap om Gud endast genom gnosis som uppenbarelse, och gnosis innehåller då inte, (som tidigare hos Platon) något rationellt meddelande, utan har ett rent existentiellt innehåll.

## Gnosticism
Under senantiken var alltså gnosis eftertraktat även inom den kristna kyrkan. Det som efter hand kom att urskilja de traditioner som kallats gnosticism är att gnosis där var den främsta frälsningsvägen. Gnosticism har använts som samlande beteckning på olika rörelser, som växte fram århundradena efter Kristi födelse ur en miljö i vilken gnosis, troligen sedan lång tid, hade uppfattats som avgörande för frälsning. Dessa rörelser var ett typiskt uttryck för hellenistisk synkretism och de hade likheter med buddhism, hinduism och platonisk filosofi samt inslag av främreorientalisk, persisk och grekisk mytologi. En dualism med det andliga som gott och det synliga som ont var ofta ett kännetecknande drag.
Inom gnosticismen var gnosis bara ett fåtal förunnade, en elit. Gnosis uppdagade den hemliga enheten i allt och sammanhanget mellan Gud, den andliga världen och den synliga världen. Först på 300-talet började kyrkan dra en strikt gräns mot de rörelser som uppfattades vara gnosticism.

## Gnosis i nyare kristen tradition
Fram till 1800-talet kom ordet gnosis främst att användas som ett historiskt begrepp knutet till gnosticismen. Därefter började det användas i betydelsen tolkning av den religiösa sanningen i motsats till det då traditionella - att ta den religiösa sanningen för given. Under 1900-talet har gnosis kommit att få en än vidare mening, se till exempel tidskriften Gnosis.